# الجامعة الإسلامية اليونسية
الجامعة الإسلامية اليونسية (بالبنغالية: জামেয়া ইসলামিয়া ইউনুছিয়া ব্রাহ্মণবাড়ীয়া)‏ المعروفة أيضًا باسم برهمن باريا، هي مؤسسة دينية تعليمية أهلية في بنغلاديش. تم تأسيسها سنة 1914 من قبل الشيخ أبو طاهر محمد يونس المظفر نغري.

## روابط خارجية
- الجامعة الإسلامية اليونسية (برهمن باريا) بنجلاديش